# Metagramma

Il metagramma (qui chiamato doublets) che Lewis Carroll inviò a Vanity Fair nel marzo 1879

Il metagramma (in inglese word ladder, "scala di parole") è un gioco di carta e matita inventato da Lewis Carroll, l'autore di Alice nel Paese delle Meraviglie.
Carroll lo propose inizialmente (con regole più restrittive) col nome doublets. Sebbene oggi pochi ricordino a chi si debba la sua invenzione, il gioco è tuttora molto diffuso in molti Paesi, inclusa l'Italia. In Francia si chiama métagramme oppure d'un mot à l'autre.

## Storia
Carroll pubblicò l'idea del gioco sul numero di Vanity Fair del 29 marzo 1879, asserendo di averlo inventato per intrattenere due giovani sorelle, Julia e Ethel Arnold (la prima delle quali sarebbe diventata la madre di Aldous Huxley), trovandosi a corto di indovinelli:

## Regole
Al giocatore vengono indicate una "parola iniziale" e una "parola finale", due parole qualsiasi tratte dal vocabolario. Lo scopo del gioco è quello di modificare progressivamente la parola iniziale fino ad arrivare alla parola finale.
A ogni passo della trasformazione il giocatore può:
1. aggiungere una lettera
2. togliere una lettera
3. cambiare una lettera
4. usare le stesse lettere in ordine diverso (anagramma)

Il risultato di ogni trasformazione dev'essere una parola di senso compiuto.
La versione più nota è una semplificazione del gioco in cui si applicano solo le prime 3 regole di sostituzione (o addirittura solo la 3; in questo caso, parola iniziale e parola finale devono essere composte dallo stesso numero di lettere). Quest'ultima versione (limitata alla regola 3) fu quella che Carroll descrisse inizialmente a Vanity Fair col nome di doublets.

## Esempio
Da Alice a Scala:
```
Alice

Alce
  (regola 2)

Cale
  (regola 4)

Scale
 (regola 1)

Scala
 (regola 3)
```

L'esempio originale di Carroll per Vanity Fair, che usava solo la regola 3, è il seguente (da testa a coda in inglese):
```
H  E  A  D

h  e  a  L

T  e  a  l

t  e  L  l

t  A  l  l

T  A  I  L
```